# Sobinka
Sobinka (rusky Со́бинка) je město ve Vladimirské oblasti v Ruské federaci. Při sčítání lidu v roce 2010 měla bezmála dvacet tisíc obyvatel.

## Poloha a doprava
Sobinka leží v severozápadní části Meščorské nížiny převážně na pravém, jižním břehu Kljazmy, levého přítoku Oky v povodí Volhy. Od Vladimiru, správního střediska oblasti, je vzdálena přibližně čtyřicet kilometrů jihozápadně.
Od roku 1862 je zhruba čtyři kilometry severozápadně od Sobinky nádraží na železniční trase z Moskvy do Nižního Novgorodu. Nádraží leží ve městě Lakinsk, kterým také prochází dálnice M7 z Moskvy přes Nižnij Novgorod a Kazaň do Ufy. Po této dálnici je zde vedena Evropská silnice E22.

## Dějiny
Zdejší místo bylo nejprve známo pod jménem Sobinská pustina. Současné sídlo bulo založeno až v 50. letech 19. století,  kdy zde bratři Losevové zakládají textilku a při ní vzniká dělnická osada.
V roce 1939 se Sobinka stala městem.